# Alliance française en Pologne
Ne doit pas être confondu avec Institut français de Pologne.
L'Alliance française a commencé à fonctionner sur les terres polonaises alors partagées dès le début du XXe siècle, concrètement en 1910, et s'est développée durant l'entre-deux-guerres, avant de disparaître du fait de l'Occupation et de réapparaître avec la Détente, sous Gierek, ancien mineur en France et en Belgique.

## Réseau

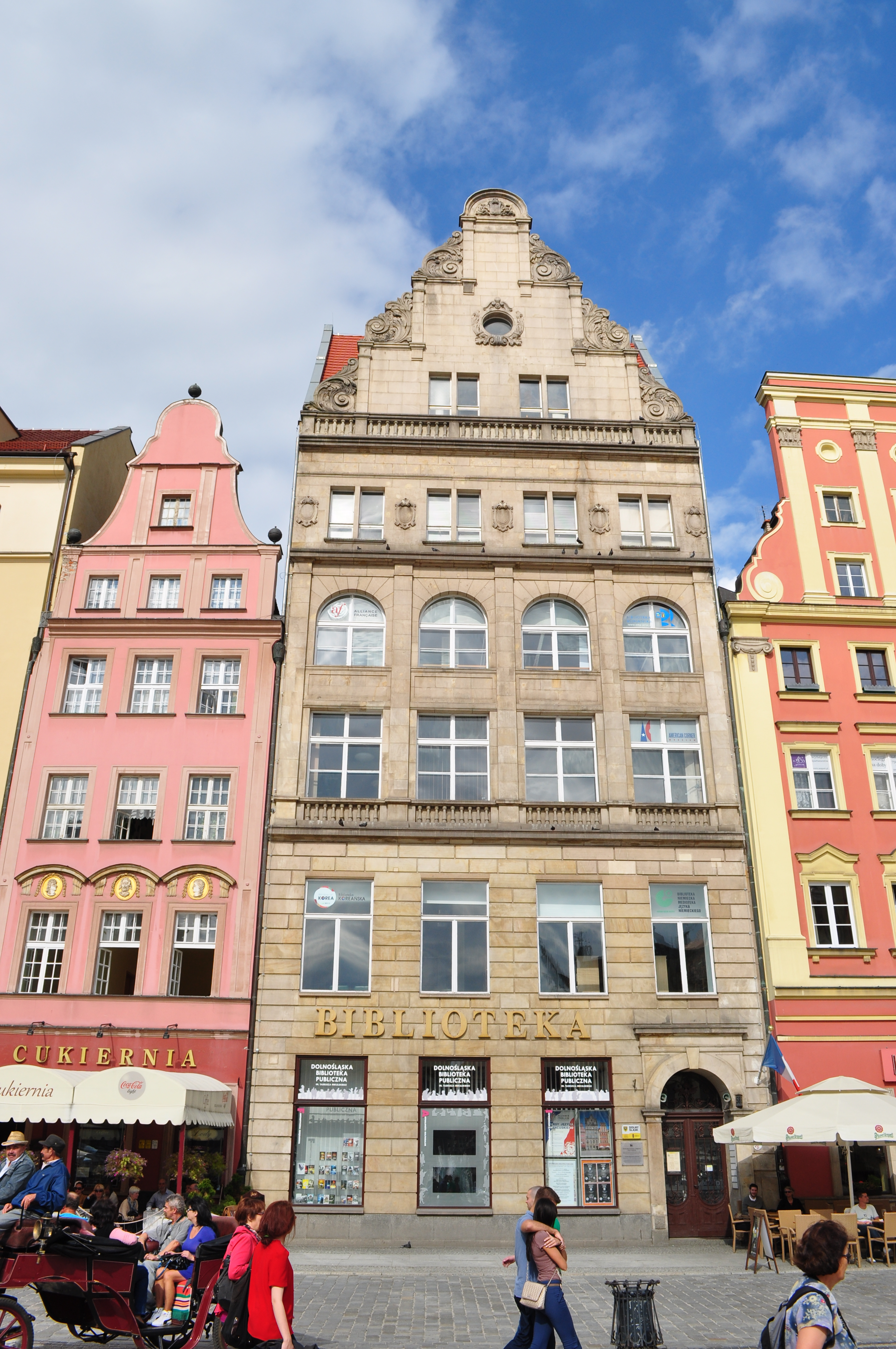
Alliance française de Wrocław

Le réseau de l'Alliance française en Pologne a compté dans les années 1990 près d'une vingtaine de structures locales dont la création (souvent dans des villes où existait déjà une Alliance française avant la Seconde Guerre mondiale) s'étale entre les années 1970 et les années 1990.
1. Białystok (aujourd'hui centre de langue française « La Classe »)
2. Bydgoszcz
3. Cieszyn (a fonctionné de 1991 à 2008)
4. Gdańsk
5. Gorzów Wielkopolski (aujourd'hui centre de culture française auprès de la bibliothèque publique de voïévodie)
6. Katowice
7. Koszalin[3]
8. Łódź (université)
9. Łódź Manufaktura (a commencé à fonctionner en 2009, inaugurée en 2011[4])
10. Lublin
11. Opole (a cessé ses activités autonomes en 2009)
12. Poznań (aujourd'hui École de langue française de l'Université Adam-Mickiewicz de Poznań)
13. Rybnik (a fonctionné de 1991 à 2013)
14. Rzeszów (aujourd'hui intégrée au centre de français de l'École polytechnique de Rzeszów)
15. Szczecin
16. Toruń
17. Varsovie (petite structure temporaire complémentaire de l'Institut français en 2007, n'a existé que quelques mois)
18. Wałbrzych (fermée définitivement en 2013)
19. Wrocław

Il coopère avec les instituts français de Cracovie et de Varsovie, ainsi qu'avec le service de coopération et d'action culturelle de l'Ambassade de France et le Consulat général de France à Cracovie.
Il a pour objectif de contribuer au rayonnement de la langue et de la culture françaises en Pologne et au développement des échanges culturels entre les deux pays.
Il a reçu en 2006 le Prix culturel de la Fondation Louis D. délivré par l'Académie française, doté de 750 000 euros.

## Enseignement du français
Les établissements du réseau de l'Alliance française en Pologne proposent au public des cours de langue française pour adultes et enfants à tous les niveaux, de l'initiation aux niveaux avancés. Certains centres offrent également des cours spécifiques tels que français juridique, français des affaires, et enfin des cours de polonais pour francophones.
Ils permettent de préparer et de passer les tests et examens officiels français de français langue étrangère : TCF, DELF, DALF, ainsi que, pour certains d'entre eux, les diplômes de français professionnel (DFP) de la Chambre de commerce et d'industrie de Paris (CCIP). 
Chaque année, généralement en septembre, un séminaire national réunit les directeurs et des enseignants de toutes les alliances françaises du pays.

## Statut
Les établissements avaient jusqu'en 2008 différents statuts :
- centre rattaché à une université (création avant 1989, système en cours de transfert à des associations) ;
- centre rattaché à une collectivité locale (Municipalité / Urząd Miasta) ou une direction régionale de l'Éducation (Kuratorium Oświaty) (création dans les années 1990)
- association (statut habituel des Alliances françaises dans le monde, mais nouveau en Pologne : adopté par l'Alliance française de Wrocław et la nouvelle Alliance française de Łódź), en cours de déploiement dans le reste du pays depuis 2008.

Au niveau national, il existait :
- du côté polonais : le Comité polonais de coopération avec l'Alliance française (Polski Komitet Współpracy z Alliance Française), hébergé par l'Université de Varsovie en tant que service commun (Jednostka międzywydziałowa no 49029000)[7], qui a été supprimé en février 2013 (arrêté rectoral du 20 février 2013, entré en vigueur le 28 février 2013) ;
- du côté français : la délégation générale de la Fondation Alliance française en Pologne (confiée à un attaché de l'Ambassade de France, l'attaché de coopération éducative jusqu'en 2013, puis à compter du 1er septembre 2013 au directeur français de l'AF de Łódź).

En 2015, ne conservent le label Alliance française que les structures associatives dont les statuts ont été agréés par la Fondation, à savoir :
1. Bydgoszcz (en cours) ;
2. Gdańsk ;
3. Katowice ;
4. Łódź ;
5. Lublin ;
6. Szczecin ;
7. Toruń ;
8. Wrocław.

## Histoire

### Les délégués généraux de l'Alliance française de Paris en Pologne
- Georgie de Bénouville (d) fut dans les années 1970 la première déléguée générale.
- Jean-Claude Gonzales (1989-1995) par la suite responsable de l'Alliance française au Canada et en Chine
- Michel Drouère (1995-2000) ultérieurement responsable de l'Alliance française au Portugal (2008-2011)
- Élisabeth du Breil de Pontbriand (2000-2004) ensuite responsable de l'Alliance française en Ukraine (2010-2013)
- Patrick Renard (d) (2004-2009), ensuite consul général de France à Almaty de 2013 à 2018, puis à Buenos Aires (2021- )
- Mireille Cheval (d) (2009-2013), responsable de l'Alliance française en Russie de 2004 à 2009 et de 2013 à 2017
- Marc Boudin (d) (2013-2014), directeur de l'Alliance française de Łódź (2009-2014), ancien attaché de coopération pour le français, de 2014 à 2015 à l'Alliance française Paris Île-de-France
- Grégoire Brault (d) (2014-2018), directeur de l'Alliance française de Łódź, ancien attaché de coopération pour le français et directeur de l'Alliance française de Košice (d), ancien délégué général de la Fondation Alliance française et directeur de l'Alliance française de Lusaka (Zambie)
- Lucas Dymny (d) (2018-2020), directeur de l'Alliance française de Łódź, délégué général de la Fondation Alliance française en Pologne, ancien directeur de l'Alliance française de Safi (Maroc)
- Aurélien Mas (d) (2020-2022), directeur de l'Alliance française de Łódź, coordinateur de l'Alliance française en Pologne, ancien directeur des Alliances françaises de Dnipro et de Kharkiv (Ukraine)
- Nadège Slagmulder (d) (2022-Sept 2024), directrice de l'Alliance française de Łódź, coordinatrice de l'Alliance française en Pologne, ancienne directrice des Alliances françaises de Gitega (adjointe), puis de Jacmel; ancienne professeure de français en Chine, en Mongolie et en Bulgarie

### Les secrétaires généraux du Comité polonais de coopération avec l'Alliance française
- Zdzisław Ryłko (Varsovie)
- Kazimierz Deryło (d) (Lublin)
- Jerzy Gajzler (d) (Gdańsk)

dates à préciser